# Otto Gaiser
Otto Gaiser, nemški častnik, vojaški pilot in letalski as, * 5. oktober 1919, Reutlingen, † 22. januar 1944.

## Življenjepis
Otto Gaiser se je rodil 5. oktobra 1919 v Reutlingenu, v aktivno službo kot lovski pilot pri Luftwaffe pa je vstopil konec leta 1942, ko je bil dodeljen k JG 51 na vzhodno fronto. Kot podčastnik je svojo kariero začel pri 10./JG 51. 
16. marca 1943 je zabeležil svojo prvo zračno zmago, ko je sestrelil sovjetskega lovca LaGG-3 v bližini Vjazme. Deseto zmago je dosegel 11. julija, ko je ponovno sestrelil LaGG-3, v avgustu 1943 pa je dosegel skupaj kar 17 zračnih zmag, od katerih je kar 5 jurišnikov Iljušin Il-2 sestrelil v enem dnevu, in sicer 14. avgusta. Septembra je dosegel novih 14 zmag, pet lovcev Jakovljev Jak-1 26. septembra (za zmage od 38–42). Oktobra je bil ponovno uspešen in v tem mesecu v svojo letalsko knjižico zapisal deset novih sestreljenih letal, med katerimi je bila 8. oktobra tudi njegova petdeseta. Zadnje štiri zmage (63–66) je dosegel 15. januarja 1944, 22. januarja 1944 pa so v svojem Messerschmitt Bf 109 G-6 (W. Nr. 140 229) zadnjič videli v boju s štirimi sovjetskimi jurišniki Il-2 v bližini Berdičeva. S te naloge se Gaiser ni vrnil in je ostal pogrešan. Verjetno je njegovo letalo postalo žrtev protiletalske obrambe, kar pa ni bilo nikoli uradno potrjeno. Posmrtno so ga povišali v čin poročnika in ga odlikovali z Viteškim križcem.
Otto Gaiser je na 380 bojnih nalogah dosegel 66 zračnih zmag, vse na vzhodni fronti, med njegovimi žrtvami pa je bilo kar 21 jurišnikov Il-2 Šturmovik. Poleg tega je sam navedel še osem nepotrjenih zračnih zmag. 

## Odlikovanja
- Viteški križ železnega križca (9. junij 1944)